# Przełom Bystrzycy (Góry Sowie)

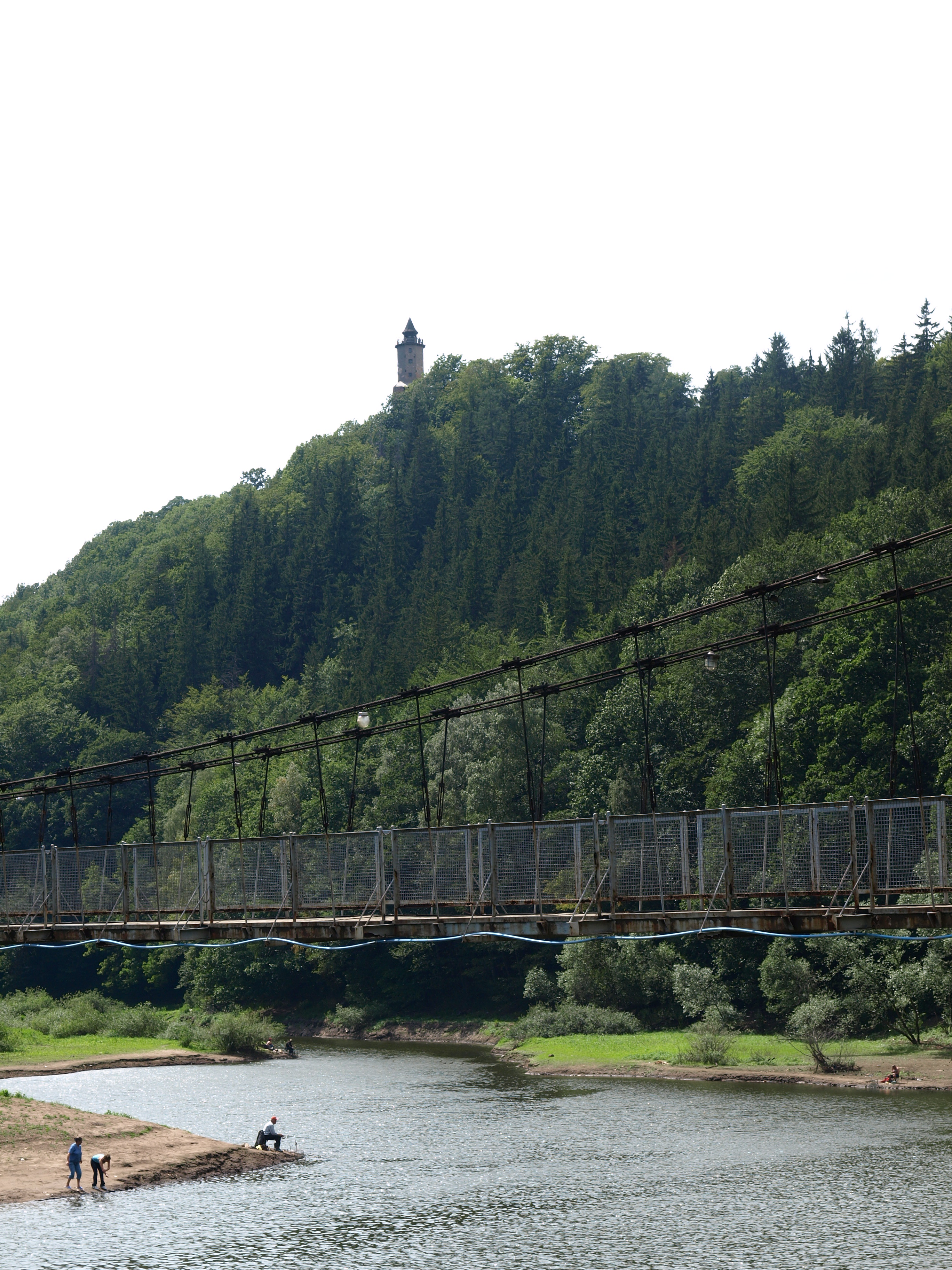
Przełom Bystrzycy w okolicy Zagórza Śl.

Przełom Bystrzycy – jeden z widokowych przełomów rzecznych w Sudetach w Górach Sowich. Znajduje się w okolicach Zagórza Śląskiego w województwie dolnośląskim w powiecie wałbrzyskim w gminie Walim.
Na początku XX wieku powyżej Lubachowa rzekę przegrodzono kamienną zaporą tworząc w przełomie jezioro zaporowe. Wzdłuż prawego brzegu jeziora prowadzi kręta asfaltowa droga: z widokiem na: zamek Grodno, zaporę, wiszącą kładkę linową nad przełomem i Jezioro Bystrzyckie.